# Maxim Integrated
Maxim Integrated je veřejnou obchodní společností vlastněnou společností Analog Devices. Společnost Maxim Intagrated navrhuje, vyrábí a prodává analogové a kombinované integrované obvody.
Společnost vyvíjí integrované obvody pro automobilový, průmyslový, komunikační, spotřební i výpočetní trh. Vedení společnosti sídlí v San Jose, v Kalifornii, svá vývojářská centra, výrobní závody a prodejní kanceláře má po celém světě. Ve fiskálním roce 2015 prodali celosvětově zboží za 2,31 miliardy dolarů, měli 8000 zaměstnanců a 35000 zákazníků. Maxim je v indexech Fortune 1000, NASDAQ 100, Russell 1000 a MSCI US.

## Historie
Společnost byla založena v květnu 1983. Původních devět členů mělo různé zkušenosti s návrhem polovodičů a prodejem. Zakládající tým tvořili Jack Gifford, průkopník průmyslu od šedesátých let; Fred Beck, průkopník v prodeji a distribuci integrovaných obvodů; Dave Bingham, držitel General Electric’s Scientist of the Year v roce 1982; Steve Combs, průkopník waferu (substrátových disků) a výroby; Lee Evans, také držitel General Electric’s Scientist of the Year v roce 1982 a průkopník technologie designu CMOS analogových mikročipů; Rich Hood, ředitel vývoje pro některé z prvních polovodičové testovacích systémů řízených mikroprocesorem; a Dickem Wilenkenem, který je znám jako otec analogových switchů a multiplexorů. Na základě dvoustránkového plánu obchodu získali 9 milionů dolarů jako základní kapitál na založení společnosti. V prvním roce vytvořili 24 produktů druhovýroby. Po tomto začal Maxim produkovat vlastní výrobky, které poskytovali větší rozmanitost a zisky.
Svůj první ziskový rok měl Maxim ve fiskálním roce 1987 s pomocí nového úspěšného produktu se jménem MAX232 a s následujícím každoročním ziskem od jeho vydání v roce 1988. Roční příjmy dosáhly 500 milionů dolarů v roce 1988 a ve fiskálním roce přesáhli 2,47 miliardy dolarů.
26. srpna 2021 byla odkoupena společností Analog Devices.